# Дерев'янко Марк Андрійович
Дерев'янко Марк Андрійович - український письменник, історик  та журналіст.
Народився 26 травня 1931 року у місті Києві де мешкає і зараз. Ще з малечку виявляв інтерес до мистецтва любив малювати читати. Захоплювався творчістю Тараса Шевченка та Миколи Гоголя. У школі любив уроки мови й читання та історії. Хоча при радянській владі українська література широко не вивчалася дома він перечитував багата історичних книжок особливо про козаків. Почав писати в 13 років його перші твори не зберіглися але сам розповідає що вони були пов'язані про війну, адже його дитинство пройшло через вогонь війни. Першими його відомимм творами та видвними за власний кошт стали повісті "Одна на двох", "Небом і крилом" "Гітара в окопі" написані у 15 річному віці . А перша збірка віршів написана у 1960 х роках під назвою "Жити і мислити Укрнаїною" була заборонена за дисиденські настрої а Марка Андрійовича заерштували на 15 діб разом з іншими так званими "шістедисятниками" Далі він напише ще багато творів але найвідомішими і по сьогодення буде роман "Без зірок на небі" та повість "Мамо я живий" 
Він також займається вивченням історії України яку не зміг вчити до 1990 х років адже тоді радянська влада суворо карала за це розповідає Марк Андрійович. У свої 93 роки він не губить надії побачити мир в рідній країні та допомагає і волонтере за власний кощт і мріє відсвяткувати перемогу дома .